# Suiō-ryū Iai Kenpō
Suiō-ryū Iai Kenpō (水鷗流居合剣法?) es una tradición marcial o escuela antigua (koryū) de combate con armas japonesas. Fue fundada por Mima Yoichizaemon Kagenobu (1577-1665) al final del período Sengoku. El estilo es una tradición marcial integral (sōgō bujutsu) cuyo eje es el Iaijutsu, incluyendo también kenpō, jōjutsu, naginatajutsu, kogusoku, wakizashi o kusarigamajutsu, aplicando unos principios unificados para todas ellas.

## Historia
Mima Yoichizaemon Kagenobu (1577–1665) nació en la Provincia de Dewa. Su padre era Mima Saigū, un sacerdote en el Santuario Jūnisha Gongen. En su juventud estudió la escuela Bokuden-ryū de esgrima, así como un estilo de jō (Kongō Jō jōhō) practicado por los sacerdates Shintō de la montaña.
Cuando tenía 18 años, combatió en un duelo amistoso con un amigo de su padre, el samurai Sakurai Gorōemon Naomitsu. Naomitsu le derrotó utilizando técnicas de iai de la escuela Hayashizaki, y a partir de aquel momento comenzó a estudiar con él. Después de recibir instrucción en estas técnicas y de prometer crear un estilo propio, Yoichizaemon viajó por todo Japón para probar sus habilidades contra otros artistas marciales. Durante este período se entrenó en el naginatajutsu de los monjes budistas del Monte Hiei, técnicas que los monjes aplicaron a menudo durante el período Sengoku.
Yoichizaemon no se contentó con desarrollar solo el lado físico de su arte marcial durante este tiempo. Continuó entrenando en prácticas ascéticas, y meditaba todas las noches, incluso haciendo largos retiros a lugares sagrados apartados en lo profundo de las montañas. Su perseverancia en su entrenamiento físico y espiritual lo condujo a su iluminación. En el vigésimo año de sus esfuerzos, le llegó una visión de gaviotas blancas flotando sin esfuerzo y sin pensamiento consciente sobre el agua, y se dio cuenta de que ahora podía usar su espada de la misma manera sin esfuerzo. Basándose en su visión, Yoichizaemon creó las 64 técnicas básicas de la tradición y nombró el estilo que surgió de su revelación "Suiō-ryū", utilizando los kanji de agua (水) y gaviota (鷗). Los aspectos espirituales y filosóficos de la tradición impregnan las técnicas de Suiō-ryū, y las técnicas están directamente vinculadas a las enseñanzas de Mima basadas en el Ryōbu Shintō, un sistema de interpretación de las deidades Shintō en el budismo Mikkyō.
Yoichizaemon continuó entrenando y viajando a lo largo de su vida, y a los 67 años se retiró. Su hijo, Mima Yohachirō Kagenaga, se convirtió en el sucesor de Suiō-ryū. A las técnicas básicas establecidas por el fundador, Yohachirō agregó diez formas llamadas "Goyō" y "Goin", que sirven para establecer una técnica básica sólida. El noveno sōke, Fukuhara Shinzaemon Kagenori, creó el estilo Masaki-ryū Fukuhara-ha Kusarigamajustu, en parte basado en el Masaki-ryū de Manrikigusari, que se ha transmitido desde entonces a través de cada sōke de Suiō-ryū Iai Kenpō como una tradición separada. La transmisión oral de las técnicas de la tradición continúa en la actualidad, siendo su 15º sōke Katsuse Yoshimitsu Kagehiro (también 7º dan kyōshi de iaidō, 7º dan kyōshi de kendo y 6º dan renshi de jōdō). La sede de la tradición, el Hekiunkan Dojo ("Salón de las Nubes Azules"), se encuentra en Ciudad de Shizuoka, prefectura de Shizuoka, Japón.

## Currículum
Suiō-ryū es una tradición marcial integral (sōgō bujutsu) cuyo eje son las técnicas de iai, al tiempo que contempla una amplia variedad de armas. Esta diversidad permite trabajar los principios del estilo a través de todas ellas.
Entre las formas de iai practicadas se encuentran las siguientes:
- Goyō  - Técnicas ofensivas básicas desde seiza (5 katas).
- Goin  - Técnicas defensivas básicas desde seiza (5 katas).
- Tachi-iai  - Formas de pie (9 katas).
- Kuyō  - Formas avanzadas desde seiza (9 katas).
- Kumi-iai  - Técnicas de pie en pareja (9 katas). Además de la práctica de Kumi-Iai, la mayoría de los katas en solitario se pueden practicar también con un compañero.
- Varias series de  kage-waza , "técnicas de sombra", que ofrecen contraataques y respuestas alternativas a los katas de Kuyo, Tachi-iai y Kumi-iai (27 katas en total).
- Yami : Conjunto de técnicas ofensivas y defensivas destinadas a ser utilizadas cuando el practicante se encuentra en completa oscuridad.

El resto de técnicas se practican en pareja, e incluyen:
- Kenpō : Técnicas de katana para el campo de batalla.
- Jōhō  - Técnicas de bastón. Incluye jō contra katana, y jō contra jō, y tanjō
- Kogusoku : Técnicas de cuerpo a cuerpo con armadura.
- Naginatajutsu  - Técnicas de arma de asta, Incluye naginata contra katana, y naginata contra naginata. Además, también hay un conjunto de katas en solitario contra caballería.
- Wakizashi  - Técnicas para la espada corta.
- Kusarigamajutsu  - Técnicas para hoz y cadena. Incluye técnicas contra una sola katana, y contra katana y wakizashi. (Esta es en realidad una tradición separada, Masaki-ryū Fukuhara-ha Kusarigamajutsu).

## Sucesión
El hijo del fundador, Yohachirō, sucedió a su padre para convertirse en el heredero de la tradición, y el linaje ha continuado ininterrumpidamente hasta nuestros días. Tradicionalmente, las técnicas kage se compartían solo con el sucesor de la tradición, en una forma de transmisión llamada  isshi sōden . Sin embargo, ahora casi todas las técnicas de la tradición se enseñan abiertamente. Incluso hoy, sin embargo, un conjunto de katas de iai, que representa la esencia misma de las enseñanzas de la tradición, se reserva solo para el próximo sōke de la tradición.
La línea de sucesión es la siguiente:
1. Mima Yoichizaemon Kagenobu, el fundador
2. Mima Yohachirō Kagenaga
3. Akiyama Sangorō Kagemitsu
4. Nishino Shichizaemon Kageharu
5. Yoshino Tōbei Kagetoshi
6. Yoshino Tōzaburō Ietaka
7. Yoshino Tōgebei Sadamitsu
8. Yoshino Yaichirō Sadatoshi
9. Fukuhara Shinzaemon Kagenori
10. Fukuhara Shingorō Iesada
11. Fukuhara Jūjirō Sadayoshi
12. Fukuhara Shinbei Yoshisada
13. Mizuma Hanbei Kagetsugu
14. Katsuse Mitsuyasu Kagemasa
15. Katsuse Yoshimitsu Kagehiro, el sōke actual

## Grados
En lugar del sistema moderno basado en grados kyū y dan, Suiō-ryū, al igual que la mayoría de koryū, usa un sistema de licencias menjō tradicional. En Suiō-ryū estas licencias son, de menor a mayor, Shōden, Chūden, Shō Mokuroku, Chū Mokuroku, Dai Mokuroku, Shō Menkyo, Menkyo Kaiden e Inka. Cabe señalar que la licencia Inka se otorga solo al sucesor de la tradición y no es accesible a otros. Estas licencias actúan como un reconocimiento del sōke de que el practicante ha demostrado una progresión física y mental en la tradición.

## En la cultura popular
El escritor de la popular serie de manga Kozure Ookami (子連れ狼) o El lobo solitario y su cachorro, Kazuo Koike utilizó el nombre de Suiō-ryū para el estilo de esgrima practicado por el protagonista de la serie,  Ogami Ittō (拝 一刀), puramente basado en el sonido romántico del nombre. Después de enterarse de su existencia real, visitó la sede de la tradición en Shizuoka, el Hekiunkan Dojo, para presentar sus respetos. Más tarde, el coreógrafo de lucha de la segunda serie del programa de televisión, con Yorozuya Kinnosuke como protagonista, visitó el Hekiunkan e impresionado con los movimientos de la tradición, pasó algún tiempo aprendiendo katas de la escuela. En la serie final de este programa de televisión, entre otros movimientos más estilizados, también se realizan algunos katas reales de la tradición y se mencionan sus nombres.